# Anuario de Arqueología
Anuario de Arqueología es una publicación académica anual editada por el Departamento de Arqueología de la Escuela de Antropología, perteneciente a la Facultad de Humanidades y Artes de la Universidad Nacional de Rosario.

## Objetivos e historia
Esta revista tiene como objetivo reunir y publicar trabajos originales e inéditos sobre temas y problemáticas vinculados con las investigaciones arqueológicas, considerando trabajos de tipo teóricos así como también investigaciones metodológicas. En la revista se presentan casos de estudios y trabajos de análisis específicos considerando una escala geográfica y temporal amplia; aceptando tanto manuscritos para su evaluación provenientes de investigadores argentinos como de otras nacionalidades.
Se trata de una revista gratuita de acceso abierto, bajo una licencia Creative Commons (CC BY-NC-SA 4.0) y sigue también los lineamientos de la Iniciativa de Acceso Abierto de Budapest.
La revista publica dos secciones: Artículos científicos, que corresponde a trabajos originales, extensos y que cumplen con rigurosidad científica, que son sometidos a arbitraje doble ciego; y Resúmenes de Tesis de Licenciatura, de graduados de la orientación arqueología de la Escuela de Antropología de la Facultad de Humanidades y Artes, esta sección no es evaluada por pares, aunque las tesis tienen que haber sido evaluadas y aprobadas.
Esta revista comenzó a editarse en el año 2009 con periodicidad anual que continúa hasta el año 2022. Hasta dicho año se publicaron en total 13 números de forma ininterrumpida.

## Indexación
La revista Anuario de Arqueología está indizada en: DOAJ, ERIHPLUS, EuroPub, Latindex, LatinRev, Núcleo Básico de Revistas Científicas (CONICET-CAICYT) y Sherpa Romeo.